# ولتیدو
ولتیدو (به ایتالیایی: Voltido) یک کومونه در ایتالیا است که در استان کریمونا واقع شده‌است.

## خصوصیات
ولتیدو ۱۲٫۳ کیلومترمربع مساحت و ۴۳۶ نفر جمعیت دارد.